# Coppa dei Campioni d'Africa 1974
La Coppa dei Campioni d'Africa 1974 è stata la decima edizione del massimo torneo calcistico africano per squadre di club maggiori maschili.

## Risultati

### Primo turno
| Squadra 1           | Totale | Squadra 2         | Andata | Ritorno |
| ------------------- | ------ | ----------------- | ------ | ------- |
| Bendel Insurance    | 7 - 1  | Sahel S.C.        | 7 - 0  | 0 - 1   |
| Al-Ahly (Tripoli)   | 2 - 5  | Al-Hilal Omdurman | 2 - 2  | 0 - 3   |
| Linare              | 2 - 5  | Simba             | 1 - 3  | 1 - 2   |
| Zambian Army        | 6 - 2  | Antalaha          | 4 - 1  | 2 - 1   |
| CARA Brazzaville    | 7 - 1  | Zalang COC        | 3 - 1  | 4 - 0   |
| Olympic Real Bangui | 4 - 1  | Simba FC          | 4 - 0  | 0 - 1   |
| Modèle Lomé         | 3 - 1  | Porto-Novo        | 3 - 0  | 0 - 1   |
| Mighty Barrolle     | 0 - 2  | ASEC Mimosas      | 0 - 0  | 0 - 2   |
| Ports Authority     | 4 - 5  | Jeanne d'Arc      | 3 - 2  | 1 - 3   |
| Tele SC             | a tav. | Horseed           | -      | -       |

### Secondo turno
| Squadra 1        | Totale          | Squadra 2           | Andata | Ritorno |
| ---------------- | --------------- | ------------------- | ------ | ------- |
| Djoliba          | 2 - 1           | Bendel Insurance    | 2 - 0  | 0 - 1   |
| Ghazl El-Mehalla | 5 - 5 (4-2 rig) | Al-Hilal Omdurman   | 4 - 1  | 1 - 4   |
| Zambian Army     | 1 - 3           | Simba               | 1 - 2  | 0 - 1   |
| CARA Brazzaville | 4 - 3           | Vita Club           | 4 - 0  | 0 - 3   |
| Hearts of Oak    | 9 - 4           | Olympic Real Bangui | 6 - 1  | 3 - 3   |
| ASEC Mimosas     | 5 - 0           | Modèle Lomé         | 3 - 0  | 2 - 0   |
| Jeanne d'Arc     | a tav.          | Hafia               | -      | -       |
| Abaluhya FC      | 2 - 1           | Tele SC             | 2 - 0  | 0 - 1   |

### Quarti di finale
| Squadra 1        | Totale          | Squadra 2        | Andata | Ritorno |
| ---------------- | --------------- | ---------------- | ------ | ------- |
| Djoliba          | 0 - 3           | CARA Brazzaville | 0 - 0  | 0 - 3   |
| Ghazl El-Mehalla | 4 - 1           | Abaluhya FC      | 3 - 0  | 1 - 1   |
| Hearts of Oak    | 1 - 2           | Simba            | 1 - 2  | 0 - 0   |
| ASEC Mimosas     | 2 - 2 (0-3 gfc) | Jeanne d'Arc     | 2 - 1  | 0 - 1   |

### Semifinali
| Squadra 1        | Totale          | Squadra 2        | Andata | Ritorno |
| ---------------- | --------------- | ---------------- | ------ | ------- |
| Simba            | 1 - 1 (0-3 dcr) | Ghazl El-Mehalla | 1 - 0  | 0 - 1   |
| CARA Brazzaville | 6 - 1           | Jeanne d'Arc     | 2 - 0  | 4 - 1   |

### Finale

#### Andata
| Arbitro: | N'Diaye |

|                                         |           |                           |
| Yanghat 3’, 59’ Moukila 23’ (rig.), 82’ | Marcatori | Omasha 65’ (rig.) Youssef |

#### Ritorno
| El-Mahalla El-Kubra 13 dicembre 1974                     | Ghazl El-Mehalla | 1 – 2       | CARA Brazzaville | Stadio El-Mehalla |
| \| \| \| \| \| Khalil 87’ \| Marcatori \| 35’ Yanghat \| |                  |             |                  |                   |
|                                                          |                  |             |                  |                   |
| Khalil 87’                                               | Marcatori        | 35’ Yanghat |                  |                   |